# 安德烈亚斯·希加特
安德烈亚斯·希加特（德語：Andreas Szigat，1971年9月27日—），德国男子游泳运动员。他曾代表德国参加1992年夏季奥林匹克运动会游泳比赛，获得男子4×100米自由泳接力铜牌。